# Младен Григоров
Младен Владимиров Григоров е български лекар, кардиолог, професор, едно от големите имена в интервенционалната кардиология. Той е въвел много методики в диагностично-лечебната работа, както и в инвазивната и неинвазивната кардиология. Той е сред първите български лекари, приложили в България инвазивната кардиологична процедура сърдечна катетеризация (безоперативна диагностика на сърдечно-съдовите заболявания, при която се стига до сърцето по артериален и венозен път). Притежава лиценз № 001 по интервенционална кардиология в България. Има придобити три медицински специалности: физиотерапия, вътрешни болести и кардиология.

## Биография
Младен Григоров е роден на 12 май 1937 г. в София. Той е трето поколение лекар, а цялото негово семейство е свързано с медицината. 
Дядо му по бащина линия, на когото е кръстен, е първият медик в рода – роден в Тетово през 1877 г. и през 1905 г. завършва медицина в Монпелие. Баща му, д-р Владимир Григоров (1911 г. – 1996 г.), завършва две висши образования – първото е по фармация в гр. Страсбург, Франция, след това медицина в София. Придобива две медицински специалности (Вътрешни болести и Клинична лаборатория) и работи до пенсионирането си като лабораторен лекар в Окръжна болница в гр. София (днес УМБАЛ „Св. Анна“). Той „запалва“ по медицината синовете си Младен Григоров и Евгени Григоров.
По майчина линия Младен Григоров произхожда от село Борован, Белослатинско. Правнук е на ловчанския националреволюционер Тодор Кирков, верен съратник на Васил Левски, Христо Ботев, Стефан Стамболов и участник в Априлското въстание, обесен от турците пред Покрития мост на Колю Фичето в гр. Ловеч. Младен Григоров е потомък и на Иван Драсов, член на БРЦК, народен представител в Първото велико народно събрание, който през 1899 г. е избран за окръжен управител на гр. Варна.
Младен Григоров е семеен, има брак с анестезиоложката доц. д-р Пенка Терзиначева. Техният син Владимир също е лекар, кардиолог, но през 1992 г. заминава за гр. Йоханесбург, ЮАР, където също продължава лекарската си кариера. Внукът на Младен Григоров също носи името Младен Григоров и завършва медицина в Университета на Канзас сити, САЩ.
Братът на Младен Григоров, Евгени, също лекар, има брак с кардиоложката д-р Валентина Григорова. Техният син – Евгени Григоров е професор по фармация в Медицински университет "Проф. д-р Параскев Стоянов"- Варна.

## Професионална кариера
Младен Григоров завършва медицина през 1961 г. в МУ-София и до 1997 г. е военен лекар. Започва като полкови лекар в дупнишката шофьорска школа, която е част от структурата на Доброволната организация за съдействие на отбраната (ДОСО). Половин година по-късно е преместен във Военния санаториум в гр. Поморие, където работи в продължение на шест години. През това време взима специалност по физиотерапия и балнеология. След това е преместен за една година във Военния санаториум в гр. Банкя, като по това време печели конкурс за клиничен ординатор по вътрешни болести към Военно-медицинския институт в гр. София. От 1972 г. до 1975 г. е началник на функционален кабинет към Клиниката по сърдечносъдова и гръдна хирургия с началник проф. ген. майор Генчо Кръстинов, един от основоположниците на кардиохирургията в България.
Ето какво отбелязва Младен Григоров за този период от живота си: „Въпреки че не станах хирург, тази школа беше изключително важна за мен. В нея научих правила, важни за цялата медицина: Кога трябва да се действа бързо и решително, кога по интуиция... Там научих и много организационни похвати – че на бойното поле трябва да се обръща най-малко внимание на най-силно викащите, защото те са леко ранените – правило, което може да се пренесе и при наличие на масов травматизъм в цивилния живот. Научих още, че спешно болните трябва да се изпращат на най-близкото разстояние, на което може да им се помогне с възможностите на най-съвременната медицина. За съжаление това изискване и до днес не се спазва.“ 
В изключително богатата му професионална и научна биография фигурира и ръководният пост на началник на лаборатория по функционална диагностика. Той е и основател и ръководител на първата в България Клиника по функционална диагностика, както и на Клиниката по кардиология към Висшия военномедицински институт (ВВМИ), където работи от 1973 г. до 1988 г. Защитава дисертация през 1975 г., а през 1985 г. още една – за доктор на науките. От 1981 г. е доцент, а през 1987 г. става професор. Малко след това оглавява Правителствена болница (за периода 1988 – 1992 г.), като под неговото ръководство тя е преобразувана в Кардиологичен център „Лозенец“ – модерно оборудван и с висококвалифицирани специалисти.
Пролетта на 1989 г. е един от най-драматичните периоди на професионалния му живот. Тогава по негово предложение Правителствената болница се включва в структурата на новосъздадената Военномедицинска академия и се преименува в база „Лозенец“. За този момент от автобиографията си проф. Младен Григоров разказва:
„Бях успял да убедя Тодор Живков, че обединяването на Правителствената болница с Висшия медицински институт е наложително, а той с типичния си нюх веднага хвана политическата страна на въпроса. Разяснявах, че с допускането на гражданите до болницата ще се увеличи тежката патология, а това е от полза и за гражданите, и за квалификацията на лекарите и сестрите. До този момент Правителствена болница беше полуболница, полусанаториум за висши държавни и партийни кадри. А Живков каза: Трябва да направим заседание на Политбюро, ще има сериозни противници, но ще се оправя. Заедно с ген. Стоян Събев и тогавашния министър и член на Политбюро ген. Добри Джуров тръгнахме да обясняваме защо искаме обединението с Военна болница. Шефът на военното разузнаване ген. Васил Зикулов също много помогна. Той направи проучване как е в другите страни – капиталистически, социалистически и развиващи се. Оказа се, че в нито една западна страна няма правителствена болница. Но министър-председателят, председателят на Парламента, президентът и още десетина души се осигуряват медицински по съображения за сигурност от военна болница. Това беше и основният ми аргумент. Тогава министър-председателят Георги Атанасов каза: „Докторът добре изложи всичко. Да вземем решение – закрива се Правителствена болница, а цялата ѝ материална база се предава на ВВМИ, като от двете се образува Военномедицинска академия.“ През нощта заедно с Шпатов направихме указа, който и до днес е правна основа на ВМА." 
Успешната симбиоза между Правителствена болница и Военна болница обаче скоро се разформирова. След като е освободен от ръководния пост на Правителствена болница, той се връща обратно във ВМА като началник на катедрата по Кардиология. През 1997 г. се девоенизира и продължава да ръководи катедрата като цивилен.
От 1979 г. до 1989 г. Младен Григоров служи на военното разузнаване. Като служител на военното разузнаване е обявен за агент на Държавна сигурност.
През 2000 г. постъпва на работа във Втора градска болница. Междувременно (от 2004 г. до 2010 г.) по покана на „Чайкафарма“ оглавява и четирите СБАЛ по Кардиология на фармацевтичната компания в Плевен, Ямбол, Варна и Велико Търново.
Няколко години работи и в областта на екстремалната медицина по програма на военния отдел на БАН, която изследва способността на организма да се приспособява към високите нива на стрес, физически натоварвания, кислороден глад, висока температура. Заедно с премиера Бойко Борисов – по това време старши лейтенант, изследват натоварването на пожарникарите в експериментални условия. След това става научен ръководител на дипломната работа на бъдещия премиер по същата тема.

## Научни публикации и научна дейност
Автор е на 25 монографии и над 300 научни публикации, които са цитирани над 18 000 пъти и има h-индекс 24. Има издадени седем учебника в областта на кардиологията, включително и най-актуалния, по които се подготвят специализантите по кардиология. Той е научен ръководител на повече от 25 успешно защитили докторанти (най-известният от тях е проф. д-р Константин Рамшев), както и на множество специализанти. Повече от 25 години участва в изпитни комисии, като в част от тях е и техен председател. По времето на ВАК ръководи Специализирания научен съвет по кардиология, пулмология и хематология. За известен период е член на съвета на директорите на Български Кардиологичен Институт. Вече повече от двадесет и пет години е главен редактор на списанията „Медицински преглед“ и „Сърдечно-съдови заболявания“ , издания на Централната медицинска библиотека към Медицинския университет – София.
Поддържа активен свой научен профил в академичната мрежа ResearchGate - https://www.researchgate.net/profile/Mladen-Grigorov

## Награди
Неговите заслуги в кардиологията са отличени от Българското кардиологично дружество, което го награждава през 1997 г. и 2016 г. Носител е на голямата награда на Българския лекарски съюз за цялостен принос в медицината.
Италианското дружество по кардиология го прави свои почетен член и съпредседател на Италиано-българската асоциация по ехокардиография..
Носител на орден "Св. св. Кирил и Методий".

## Учители
„Проф. Атанас Малеев, зетят на Тодор Живков, е един от моите учители, с които се гордея. По време на специализацията ми по вътрешни болести той ръководеше катедрата във вече Висшия военномедицински институт. Често го обругаваха за административните му похвати, може би заслужено, но той беше изключителен лекар с огромна обща медицинска култура, особено в гастроентерологията. Имаше изключително отношение към болния човек. На една визитация старшина, болен от левкемия – рак на кръвта, се развика върху него с най-груби думи. Всички изтръпнахме, като очаквахме едва ли не, че ще го изгони. Малеев замълча, и когато излезнахме в коридора, каза: „Какво да се прави, колеги, болен човек, респективно болна психика“. Запомнил съм тези думи за цял живот и търпя и до днес всички капризи на тежко болните, защото покрай телесното неблагополучие има и безспорно наранена психика“, разказва кардиологът.
Сред учителите му в кардиологията са и военният кардиолог проф. Димитър Шишманов, проф. Станко Петров, главен терапевт на армията и пулмолог, проф. Генчо Кръстинов, сърдечен хирург, при когото придобива много добра подготовка, включително и в инвазивната кардиология, междинна област между конвенционалната кардиология и кардиохирургията.
Немалко е научил и от проф. д-р Л. Георгиев, с когото издават първата подробна за времето си монография за сърдечната недостатъчност.